# Cesare Zoppetti
Giovanni Cesare Zoppetti (Genova, 1º gennaio 1876 – Roma, 15 marzo 1940) è stato un attore italiano.

## Biografia
Figlio degli attori Angelo e Giulia Checchi, nasce a Genova durante una tournée teatrale dei genitori. Per circa quarant'anni si esibisce sui palcoscenici italiani recitando in lingua e in dialetto veneto e distinguendosi come attore sobrio, soprattutto nella compagnia di Tina Di Lorenzo diretta da Armando Falconi. Nel 1931 è uno degli interpreti della rivista musicale Wander Bar della Compagnia Za-Bum.
L'esordio nel cinema avviene agli inizi del sonoro, in alcune edizioni italiane di film della Paramount realizzati negli studi di Joinville. Zoppetti ottiene poi una scrittura dalla Cines, presso la quale interpreta parecchi film, impegnandosi in gustose caratterizzazioni di personaggi all'apparenza burberi ma in fondo bonari; il capo del personale ne La segretaria privata e il tassista padre della protagonista Mariuccia ne Gli uomini, che mascalzoni... di Mario Camerini ne sono un buon esempio.
Muore a Roma il 15 marzo del 1940, a 64 anni.

## Filmografia
- Il richiamo del cuore, regia di Jack Salvatori (1930)
- La segretaria privata, regia di Goffredo Alessandrini (1931)
- La vacanza del diavolo, regia di Jack Salvatori (1931)
- La riva dei bruti, regia di Mario Camerini (1931)
- Televisione, regia di Charles de Rochefort (1931)
- Patatrac, regia di Gennaro Righelli (1931)
- L'armata azzurra, regia di Gennaro Righelli (1931)
- Il dono del mattino, regia di Enrico Guazzoni (1932)
- L'ultima avventura, regia di Mario Camerini (1932)
- La tavola dei poveri, regia di Alessandro Blasetti (1932)
- Gli uomini, che mascalzoni..., regia di Mario Camerini (1932)
- Treno popolare, regia di Raffaello Matarazzo (1933)
- Sette giorni cento lire, regia di Nunzio Malasomma (1933)
- O la borsa o la vita, regia di Carlo Ludovico Bragaglia (1933)
- La maestrina, regia di Guido Brignone (1933)
- Il presidente della Ba. Ce. Cre. Mi., regia di Gennaro Righelli (1933)
- Cento di questi giorni, regia di Augusto Camerini e Mario Camerini (1933)
- Tenebre, regia di Guido Brignone (1934)
- Kiki, regia di Raffaello Matarazzo (1934)
- Il signore desidera?, regia di Gennaro Righelli (1934)
- La marcia nuziale, regia di Mario Bonnard (1934)
- Seconda B, regia di Goffredo Alessandrini (1934)
- La mia vita sei tu, regia di Pietro Francisci (1935)
- Il cappello a tre punte, regia di Mario Camerini (1935)
- L'impiegata di papà, regia di Alessandro Blasetti (1935)
- 1860, regia di Alessandro Blasetti (1935)
- Vecchia guardia, regia di Alessandro Blasetti (1935)
- Re burlone, regia di Enrico Guazzoni (1935)
- Lohengrin, regia di Nunzio Malasomma (1936)
- Joe il rosso, regia di Raffaello Matarazzo (1936)
- Darò un milione, regia di Mario Camerini (1936)
- L'ambasciatore, regia di Baldassarre Negroni (1936)
- Arma bianca, regia di Ferdinando Maria Poggioli (1936)
- La danza delle lancette, regia di Mario Baffico (1936)
- Stasera alle undici, regia di Oreste Biancoli (1938)
- Jeanne Doré, regia di Mario Bonnard (1938)
- Partire, regia di Amleto Palermi (1938)
- Crispino e la comare, regia di Vincenzo Sorelli (1938)
- Il conte di Bréchard, regia di Mario Bonnard (1938)
- L'allegro cantante, regia di Gennaro Righelli (1938)
- La principessa Tarakanova, regia di Mario Soldati (1938)
- Inventiamo l'amore, regia di Camillo Mastrocinque (1938)
- La vedova, regia di Goffredo Alessandrini (1939)
- Chi sei tu?, regia di Gino Valori (1939)
- Retroscena, regia di Alessandro Blasetti (1939)
- Il fornaretto di Venezia, regia di Duilio Coletti (1939)
- L'amore si fa così, regia di Carlo Ludovico Bragaglia (1939)
- Fanfulla da Lodi, regia di Giulio Antamoro (1940)